# Caio Cornélio Galo

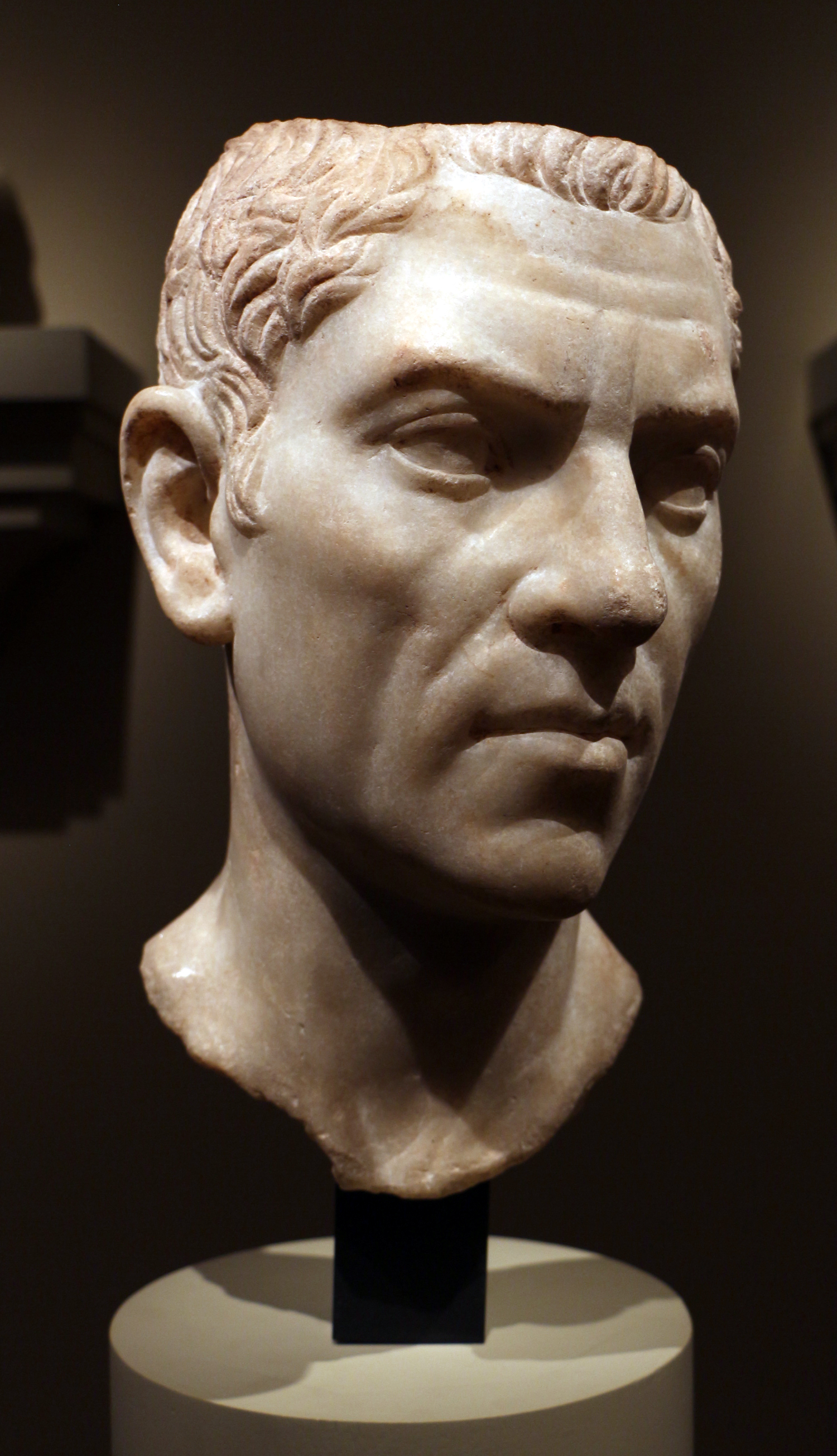
Caio Cornélio Galo

Caio Cornélio Galo (em latim: Gaius Cornelius Gallus; Fórum de Lívio, hoje Forlì, 70 a.C. — 26 a.C.) foi o primeiro prefeito do Egito no Egito.